# Halowe Mistrzostwa Europy w Lekkoatletyce 1975 – pchnięcie kulą kobiet
Pchnięcie kulą kobiet – jedna z konkurencji technicznych rozgrywanych podczas halowych lekkoatletycznych mistrzostw Europy w hali Rondo w Katowicach. Rozegrano od razu finał 8 marca 1975. Zwyciężyła reprezentantka Niemieckiej Republiki Demokratycznej Marianne Adam. Tytułu zdobytego na poprzednich mistrzostwach nie obroniła Helena Fibingerová z Czechosłowacji, która tym razem zdobyła srebrny medal.

## Rezultaty
Rozegrano od razu finał, w którym wzięło udział 8 miotaczek.

Opracowano na podstawie materiału źródłowego.
| Poz. | Zawodniczka          | Reprezentacja  | Próby | Próby | Próby | Próby | Próby | Próby | Wynik |
| Poz. | Zawodniczka          | Reprezentacja  | 1     | 2     | 3     | 4     | 5     | 6     | Wynik |
| ---- | -------------------- | -------------- | ----- | ----- | ----- | ----- | ----- | ----- | ----- |
| 01 ! | Marianne Adam        | NRD            | 18,86 | 20,05 | 19,30 | 19,19 | 19,55 | 19,94 | 20,05 |
| 02 ! | Helena Fibingerová   | Czechosłowacja | 19,36 | x     | 19,59 | 19,97 | x     | 19,51 | 19,97 |
| 03 ! | Iwanka Christowa     | Bułgaria       | 18,10 | 18,70 | 19,35 | 18,94 | x     | 18,47 | 19,35 |
| 4.   | Swietłana Kraczewska | ZSRR           | 16,52 | 17,28 | 18,14 | 19,04 | 18,43 | 17,64 | 19,04 |
| 5.   | Brunhilde Loewe      | NRD            | 17,50 | 17,68 | 18,47 | 18,14 | 18,04 | x     | 18,47 |
| 6.   | Elena Stojanowa      | Bułgaria       | 18,17 | 17,66 | x     | 17,95 | x     | 18,34 | 18,34 |
| 7.   | Tamara Bufetowa      | ZSRR           |       |       |       |       |       |       | 17,75 |
| 8.   | Margit Irányi        | Węgry          |       |       |       |       |       |       | 16,23 |